# یوست کلاین
جوست کلاین (به انگلیسی: Joost Klein) (زاده ۱۰ نوامبر ۱۹۹۷) خواننده، رپر و یوتیوبر هلندی است.
او نماینده هلند در یوروویژن ۲۰۲۴ بود.